# Станция Казыбек бека
Казыбек бека (каз. Қазыбек бек, до 2000 г. — ст. Узун-Агач) — станция (тип населенного пункта) в Жамбылском районе Алматинской области Казахстана. Административный центр и единственный населённый пункт Темиржолского сельского округа (территория округа составляет 112207 га). Находится примерно в 41 км к северу от села Узынагаш. Код КАТО — 194267100.
Постановление Правительства Республики Казахстан от 31 августа 2000 года N 1325: переименовать железнодорожную станцию Узынагаш Жамбылского района в железнодорожную станцию Казыбек бека .

## Экономика
В советское время в поселке был совхоз «50 лет КазССР», основной сферой деятельности было выращивание пшеницы на территории 10 тыс. га, после приобретения независимости совхоз был продан в частную собственность и ликвидирован. В поселке работает камнеобрабатывающий завод и железнодорожный тупик. В округе действуют 199  хозяйствующих субъектов. Земли сельхозназначения составляют 111 866 га, в том числе 5789 га пашни, 97 717 га пастбища.
В 2020 году построен автомобильный мост над железнодорожными путями.

## Инфраструктура
Посёлок связан с райцентром дорогой с твердым покрытием, расстояние 42 км. Протяжённость внутрипоселковых дорог составляют 32,1 км, из них 13 км с твердым покрытием. В 2016 году главная улица "Ленина" переименована на улицу "Айтжан Кушербаев".
Действуют 3 детских сада на 200 мест, средняя школа на 1176 мест, сельская больница с  амбулаторным и стационарным отделением, дом культуры, почта. Имеется летняя спортивная площадка и 2 спортзала. В населенном пункте расположен участковый пункт полиции (с жильем).
Населенный пункт обеспечен централизованным водоснабжением, электрифицирован, износ сетей составляет 70%. В 2020 году был заменена старая сеть водопровода на новую. Пробурено 8 артезианских скважин по 240 метров каждая. Солёность воды резко упала. В конце 2022 года внутри посёлка начались монтажные работы по подведению газовых сетей до потребителей. Уже установлены опоры для труб по всему посёлку. Доступ к широкополосному интернету имеется.
Ведётся строительство железнодорожной ветки Казыбек бек — Жетыген с целью разгрузить алматинский узел. Работы планируется завершить в декабре 2025 года.

## Население
В 1999 году население станции составляло 4960 человек (2464 мужчины и 2496 женщин). По данным переписи 2009 года, в населённом пункте проживали 4722 человека (2376 мужчин и 2346 женщин).